# Katolikos všech Arménů

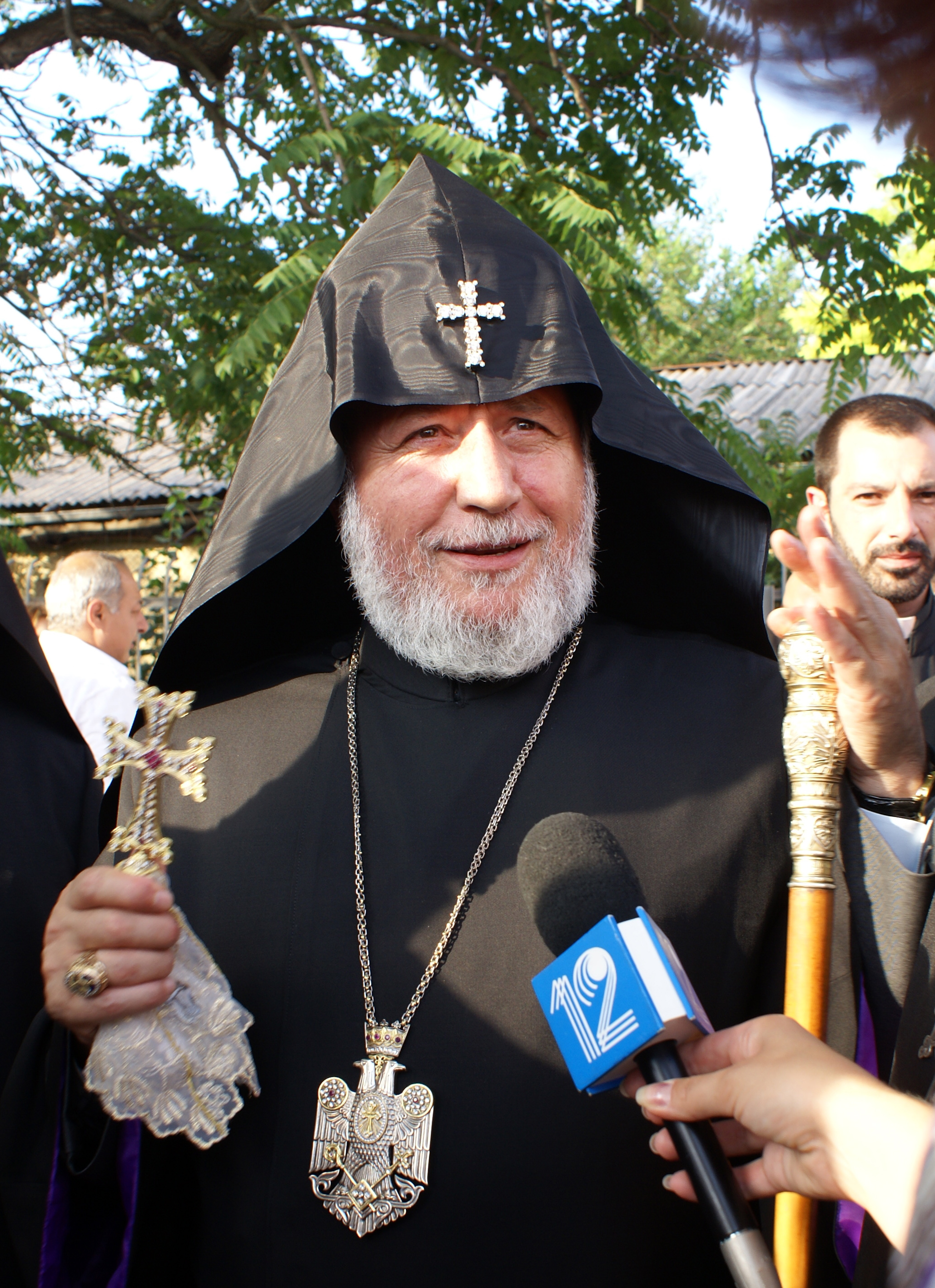
Současný katolikos Garegin II.

Katolikos všech Arménů (plural Catholicoi; arménsky Ամենայն հայոց կաթողիկոսներ) je hlavní biskup a duchovní vůdce Arménské apoštolské církve, světové Arménské diaspory.
Podle tradice, svatí apoštolové Juda Tadeáš a Bartoloměj přinesli křesťanství do Arménie v 1. století. Svatý Řehoř Osvětitel se stal prvním katolikosem všech Arménů, poté co roku 301 přijala Arménie křesťanství jako státní náboženství.
Sídlo katolikose, duchovní a administrativní ředitelství Arménské církve, je Svatý stolec Ečmiadzin, nacházející se ve Vagharšapatu.
Arménská apoštolská církev je součástí společenství Orientální pravoslavné církve, kteří se ale nehlásí ke křesťanským rozhodnutím Chalkedonského koncilu. Do společenství patří také Koptská pravoslavná církev, Etiopská pravoslavná církev, Syrská pravoslavná církev, Malankarská pravoslavná církev a Eritrejská pravoslavná církev.